# 王菊生
王菊生（1917年10月30日—），浙江嵊县人，中华人民共和国教育学家。
担任纺织工业劳模。时任上海第一印染厂印花车间主任。1954年，当选第一届全国人民代表大会代表。后调任华东纺织工学院（中国纺织大学）任纺化系染整教研室主任。